# Joachimsthal

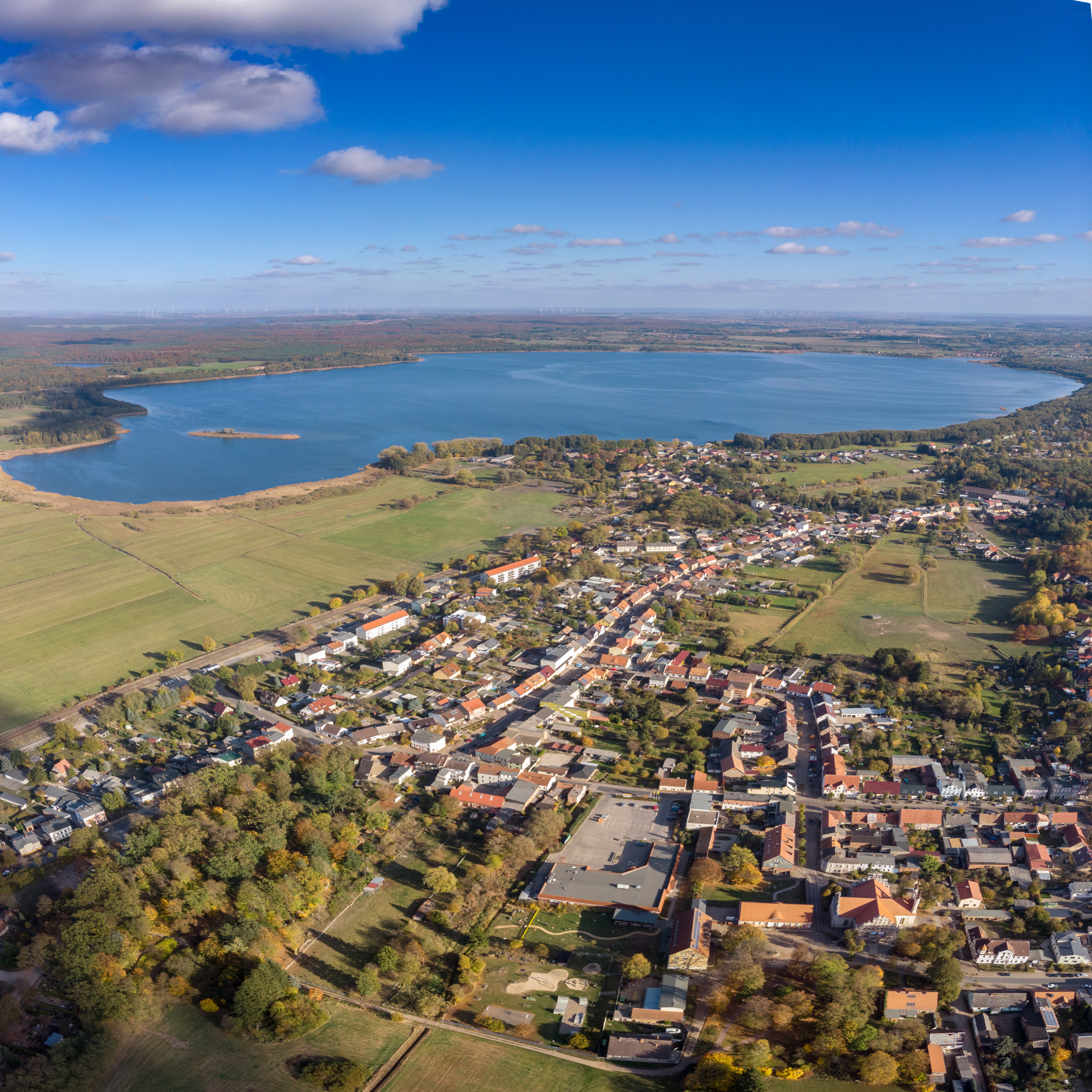
Joachimsthal, im Hintergrund der Grimnitzsee

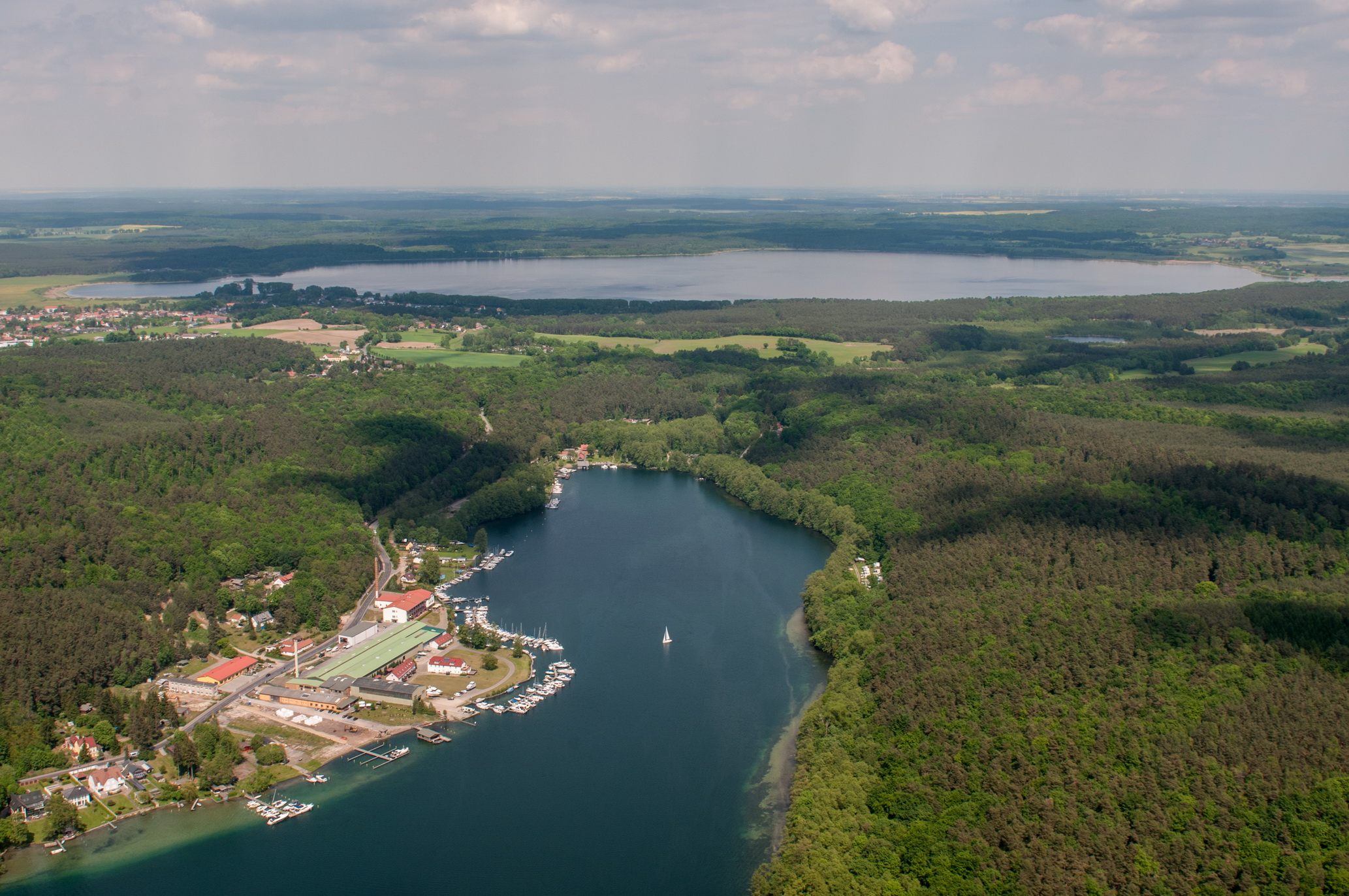
Marina am Werbellinsee, hinten Joachimsthal und der Grimnitzsee

Kreuzkirche um 1900

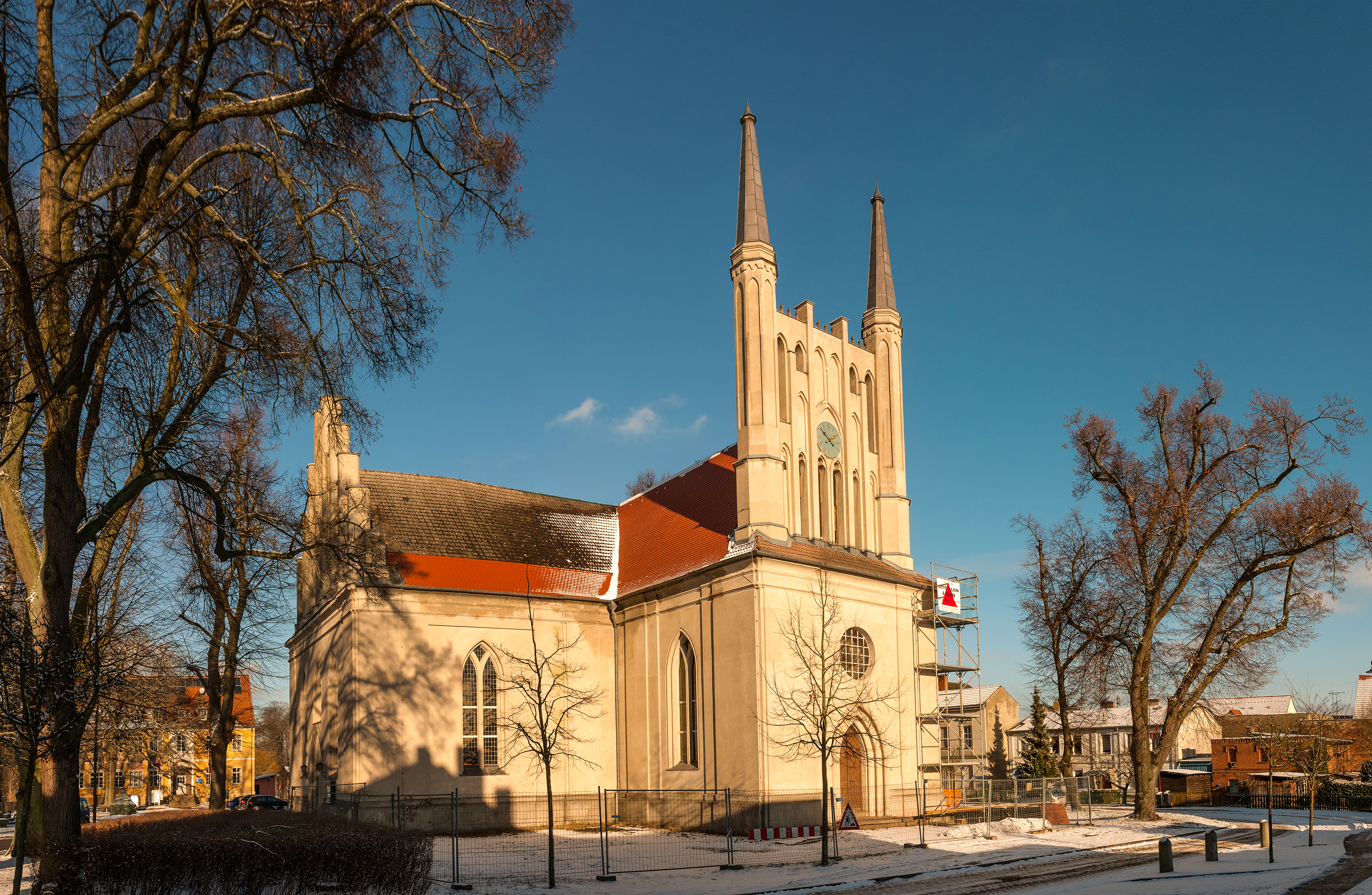
Kreuzkirche

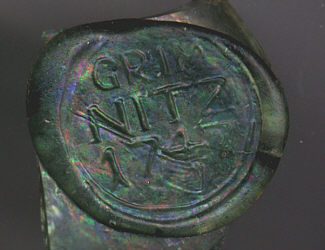
Glasmarke der Grimnitzer Glashütte 1747

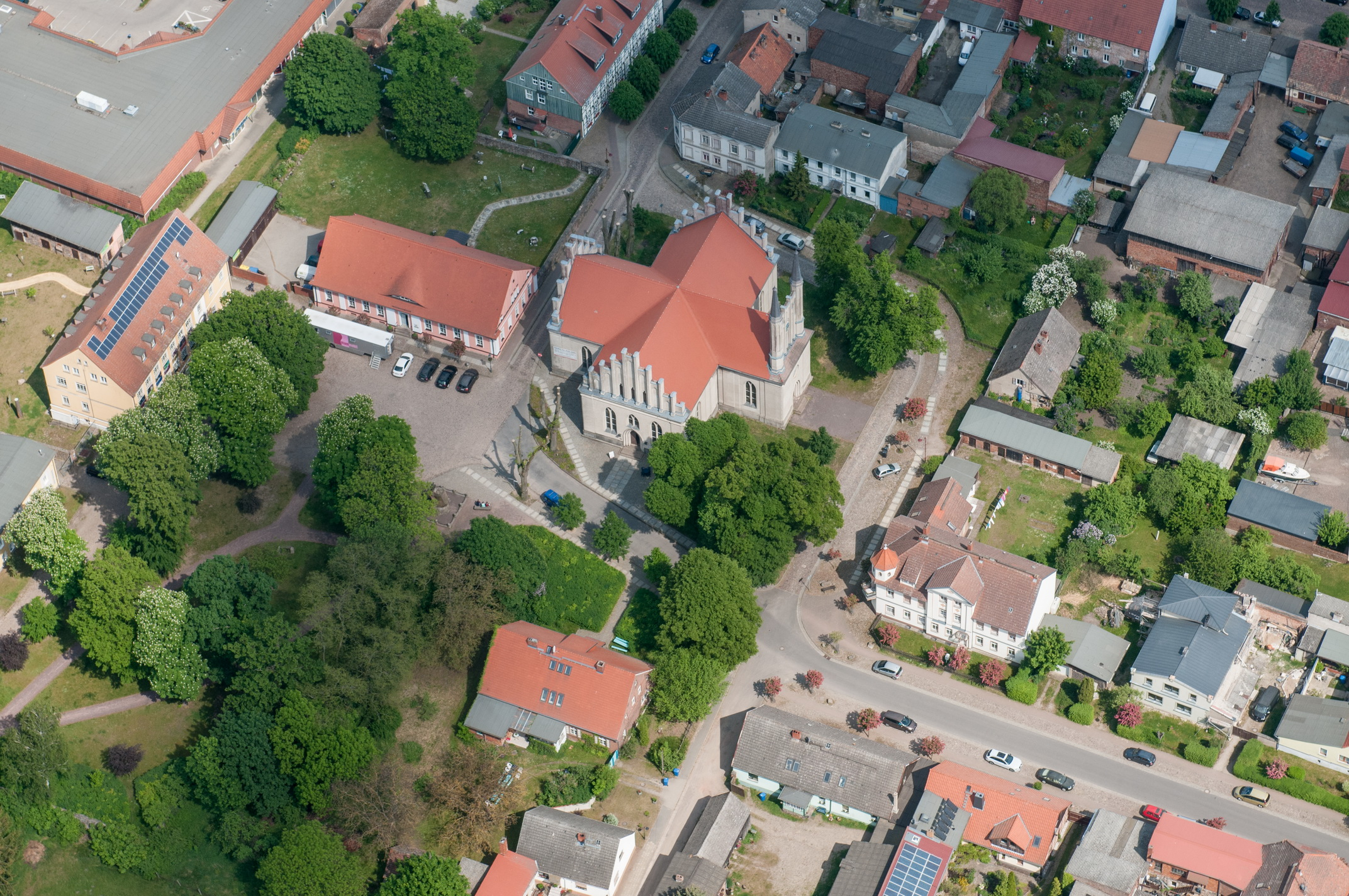
Stadtverwaltung, Pfarrei und Kreuzkirche

Joachimsthal ist eine Kleinstadt im brandenburgischen Landkreis Barnim und Verwaltungssitz des Amtes Joachimsthal (Schorfheide), dem weitere drei Gemeinden angehören. Bewohner der näheren Umgebung nennen Joachimsthal Juchte oder Juchtebüdel.

## Geografie
Joachimsthal liegt in der historischen Landschaft Uckermark an Werbellinsee und Grimnitzsee und gehört zum Biosphärenreservat Schorfheide-Chorin. Die Stadt befindet sich am naturräumlichen Übergang vom Uckermärkischen Hügelland zur Schorfheide.

## Stadtgliederung
Zu Joachimsthal gehören die Wohnplätze Ausbau, Bahnhof Werbellinsee, Bärendickte, Elsenau, Feriendorf Grimnitzsee, Forst Joachimsthal, Försterei Voigtswiese, Grimnitz, Hubertusstock, Jägerberg, Kienhorst, Leistenhaus, Lindhorst und Miechen.

## Geschichte
Die Gegend von Joachimsthal wurde schon frühzeitig besiedelt, davon künden Hügelgräber und Gräberfelder in der Umgebung. Im Mittelalter verlief am Grimnitzsee und an der Welse die Grenze zwischen Pommern und Brandenburg. Zu deren Schutz wurde von den brandenburgischen Kurfürsten 1247 die Burg Grimnitz am Ufer des gleichnamigen Sees errichtet. Diese diente ihnen gleichzeitig als Aufenthalts- und Urkundsort. Die erste urkundlich belegte Erwähnung der Burg stammt aus dem Jahr 1298.
Um 1577 wurde in der Nähe der Burg eine erste Glashütte errichtet. Kurfürst Joachim Friedrich ließ 1601 eine Glashütte erbauen, für die er Glasmacher aus Böhmen ansiedelte. Später ließen sich auch andere Gewerke nieder, u. a. Tuchmacher. Die erste urkundliche Erwähnung Joachimsthall fällt in das Jahr 1603. Der Ort wurde nun auch Flecken Joachimsthall genannt und erhielt am 1. Januar 1604 das Stadtrecht. Kurfürst Joachim Friedrich begann bald darauf mit der Errichtung einer Fürstenschule und einer Kirche, welche am 23. August 1607 geweiht wurde. Am Folgetag wurde die Fürstenschule als Joachimsthalsches Gymnasium eingeweiht und mit reichem Besitz und Einkünften ausgestattet. Dazu zählten u. a. das kurfürstliche Jagdhaus, umfangreicher Landbesitz, Fischereirechte, die Glashütte, Mühlen und verschiedene Rechte in der Stadt Joachimsthal.
Während des folgenden Dreißigjährigen Krieges wurde der Ort am 5./6. Januar 1636 überfallen und die Schule verwüstet. Auch die Burg Grimnitz erlitt Schäden, und das Vorwerk, der Schönhof in Golzow, wurde niedergebrannt. Nach dem Dreißigjährigen Krieg wurden neue Glashütten in Grimnitz errichtet. Die Stadt Joachimsthal erholte sich jedoch nur langsam. Der nächste Schicksalsschlag war der Stadtbrand vom 20. April 1814. Er vernichtete 39 Gehöfte, den Schulamtshof mit dem Amtsgebäude, alle Ställe und Scheunen, Brauerei und Brennerei, die Kirche, die Schule und das Predigergehöft. Der Architekt Karl Friedrich Schinkel befasste sich mit dem Projekt zur Wiedererrichtung der zerstörten Gebäude. Die Kirche wurde 1820 fertig, die Schule vermutlich 1823.
Ab 1817 erfolgte der schrittweise Aufbau der Ziegelei am östlichen Ende des Werbellinsees (Jägerberg) zum Herstellen von hochwertigen Hartbrandziegeln und Formsteinen, die auch von Schinkel verwendet wurden. Bereits beim Aufbau der Joachimsthaler Kirche verwendete man Ziegel aus der eigenen Ziegelei. Die Torfgruben für die Ziegelei lagen östlich dem Werbellinsee und sind heute teilweise kleine Seen. Gottfried Menzel (1792–1870) leitete 50 Jahre die königliche Ziegelei. Noch heute kann man markierte Joachimsthaler Ziegel am Grund des Werbellinsees auf einem untergegangenen Kaffenkahn finden. 1874 wurde die königliche Ziegelei an den Steinlieferanten Lüdecke zu Berlin verpachtet und nach dessen Tod wurden die Ziegelei ab 1900 zum Abbruch verkauft. Lediglich das Verwaltungs- und Wohnhaus der Pächter blieb erhalten. Förster von der Joachimsthaler Mühle zogen ein. Das Forsthaus erhielt 1902 offiziell den Namen Forsthaus Werbellinsee. Eine zweite Ziegelei gründete sich im Ortsteil Elsenau am Werbellinsee. Mit Ziegeln aus Joachimsthal wurde beispielsweise die Friedrichswerdersche Kirche, die Heilandskirche und das Schloss Babelsberg errichtet. Noch bis in die Dreißigerjahre des 20. Jahrhunderts existierte ein weit verzweigtes Feldbahnennetz zwischen dem Sägewerk in Miechen, der Ziegelei in Elsenau, dem Kaiserbahnhof und der Steinschlägerei in Althüttendorf. Heute nutzt zwischen Elsenau und Joachimsthal der Radfernweg Berlin–Usedom die ehemalige Trasse der Feldbahn.
Im Juli 1898 erfolgte die Inbetriebnahme der Eisenbahnstrecke von Eberswalde bis Joachimsthal, die dann im Dezember bis Templin fertiggestellt wurde. 1888 hatte man den Gutsbezirk Joachimsthal in die Stadt eingemeindet, 1929 folgten Teile des Gutsbezirkes Grimnitz-Forst und des Forstgutsbezirk Schorfheide (Joachimsthal Forst mit Dammshaus, Zorndorf und Steingrube) und 1938 auch Altgrimnitz.
Joachimsthal gehörte seit 1817 zum Landkreis Angermünde in der preußischen Provinz Brandenburg bzw. nach 1947 im Land Brandenburg. Von 1952 bis 1990 lag die Stadt im Kreis Eberswalde des DDR-Bezirks Frankfurt (Oder). Heute liegt die Stadt im Landkreis Barnim.

## Bevölkerungsentwicklung
| Jahr | Einwohner |
| ---- | --------- |
| 1875 | 2.119     |
| 1890 | 2.071     |
| 1910 | 2.254     |
| 1925 | 2.162     |
| 1933 | 2.139     |
| 1939 | 3.390     |

| Jahr | Einwohner |
| ---- | --------- |
| 1946 | 4.105     |
| 1950 | 4.194     |
| 1964 | 3.789     |
| 1971 | 3.619     |
| 1981 | 3.425     |
| 1985 | 3.273     |

| Jahr | Einwohner |
| ---- | --------- |
| 1990 | 3.087     |
| 1995 | 3.117     |
| 2000 | 3.448     |
| 2005 | 3.349     |
| 2010 | 3.303     |
| 2015 | 3.465     |

| Jahr | Einwohner |
| ---- | --------- |
| 2020 | 3.414     |
| 2021 | 3.388     |
| 2022 | 3.403     |
| 2023 | 3.385     |
| 2024 | 3.402     |

Gebietsstand des jeweiligen Jahres, Einwohnerzahl: Stand 31. Dezember (ab 1991), ab 2011 auf Basis des Zensus 2011, ab 2022 auf Basis des Zensus 2022

## Politik

### Stadtverordnetenversammlung
Die Stadtverordnetenversammlung von Joachimsthal besteht aus 16 Mitgliedern und dem ehrenamtlichen Bürgermeister. Die Kommunalwahl am 9. Juni 2024 führte zu folgendem Ergebnis:
| Partei / Wählergruppe                       | Stimmenanteil 2019 | Sitze 2019 |  | Stimmenanteil 2024 | Sitze 2024 |
| ------------------------------------------- | ------------------ | ---------- |  | ------------------ | ---------- |
| CDU                                         | 34,7 %             | 6          |  | 29,4 %             | 5          |
| Pro Joachimsthal                            | 27,3 %             | 4          |  | 23,0 %             | 4          |
| AfD                                         | –                  | –          |  | 20,8 %             | 3          |
| SPD                                         | 11,1 %             | 2          |  | 07,5 %             | 1          |
| Parteiunabhängige Bürger Joachimsthal (PUB) | –                  | –          |  | 05,5 %             | 1          |
| FDP                                         | –                  | –          |  | 05,2 %             | 1          |
| Die Linke                                   | 07,2 %             | 1          |  | 04,3 %             | 1          |
| Einzelbewerberin Hanna Machel               | –                  | –          |  | 02,8 %             | –          |
| BVB/Freie Wähler                            | –                  | –          |  | 01,5 %             | –          |
| Bündnis 90/Die Grünen                       | 12,2 %             | 2          |  | –                  | –          |
| Einzelbewerberin Ivonne Glöck               | 05,7 %             | 1          |  | –                  | –          |
| Einzelbewerber Egbert Herholdt              | 01,8 %             | –          |  | –                  | –          |
| Insgesamt                                   | 100 %              | 16         |  | 100 %              | 16         |

### Bürgermeister
- 1998–2003: Rolf Schneider[11]
- 2003–2008: Dirk Protzmann[12]
- 2008–2014: Gerlinde Schneider[13]
- seit 2014: René Knaak-Reichstein (CDU)[14]

Knaak-Reichstein wurde in der Bürgermeisterwahl am 26. Mai 2019 ohne Gegenkandidat mit 79,4 % der gültigen Stimmen wiedergewählt. Er wurde in der Bürgermeisterwahl am 9. Juni 2024 ohne Gegenkandidat mit 77,1 % der gültigen Stimmen in seinem Amt bestätigt. Seine Amtszeit beträgt fünf Jahre.

### Städtepartnerschaften
Joachimsthal unterhält seit September 1996 eine Partnerschaft mit dem polnischen Golczewo (deutsch: Gülzow).

## Sehenswürdigkeiten

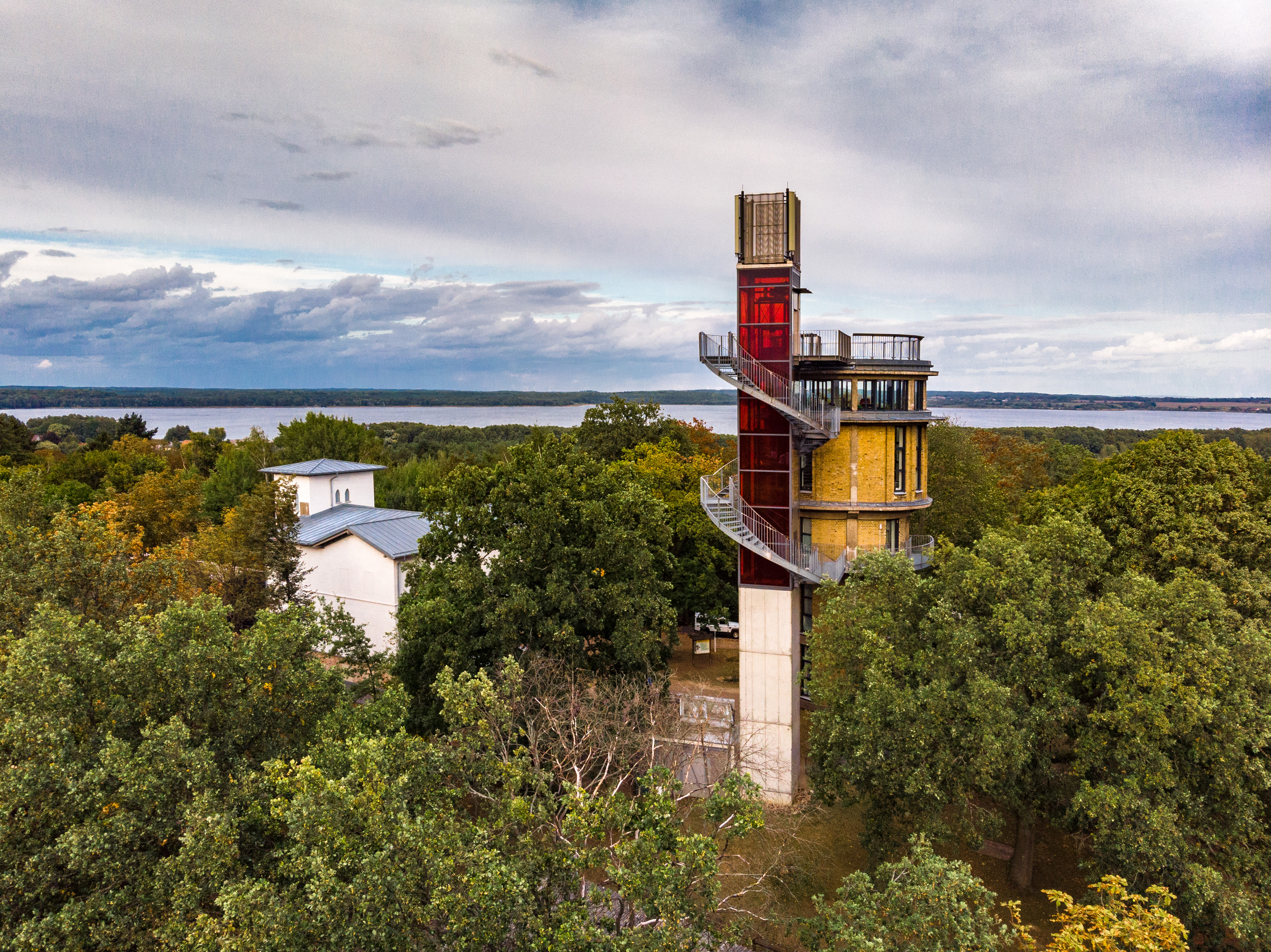
Bioramaturm

In der Liste der Baudenkmale in Joachimsthal und Liste der Bodendenkmale in Joachimsthal stehen die in der Denkmalliste des Landes Brandenburg eingetragenen Kulturdenkmale.
- Kreuzkirche im Zentrum der Stadt, erneuert nach Entwürfen von Karl Friedrich Schinkel ab 1817
- Burgruine Grimnitz am Grimnitzsee, ehemals romanische Grenzburg der Askanier zur Uckermark
- Joachimsthalsches Gymnasium
- Bahnhof Werbellinsee („Kaiserbahnhof“)
- Ehemaliger Wasserturm, zu einem Aussichtsturm mit Aufzug (Biorama-Projekt) umgebaut
- Jagdhaus Hubertusstock, von 1847 bis 1849 im Auftrag des preußischen Königs Friedrich Wilhelm IV. im bayerischen Landhausstil erbaut, ehemaliges Gästehaus der DDR-Regierung

Der Jüdische Friedhof wurde 1750 eröffnet. Er liegt zwischen altem und neuem städtischen Friedhof an der Zorndorfer Straße.

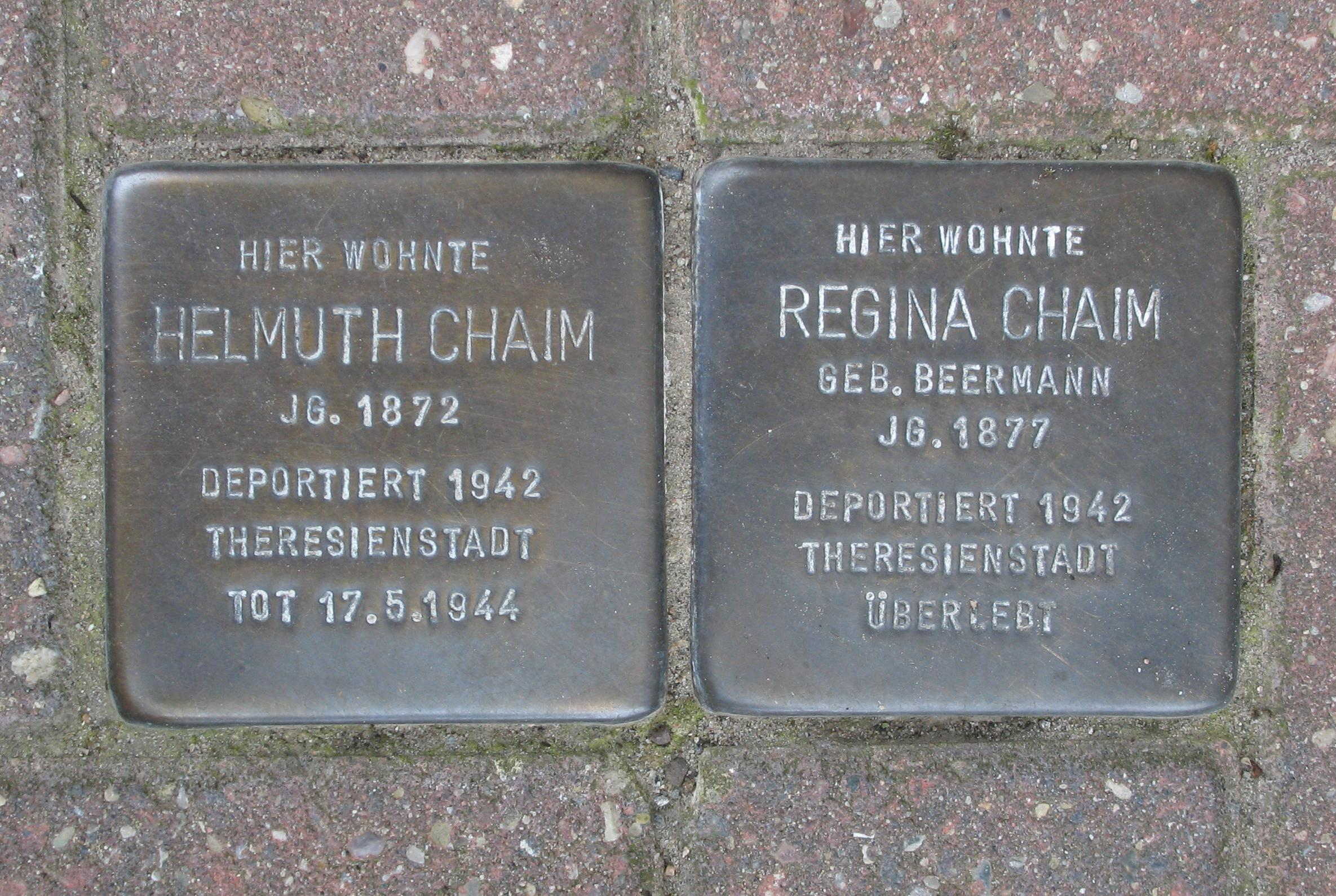
Stolpersteine

Am 18. Juli 2007 wurden zum Gedenken an das jüdische Ehepaar Helmuth und Regina Chaim in der Joachimsthaler Schulstraße die ersten zwei Stolpersteine verlegt.
Das Ehrenmal für die Opfer des Faschismus wurde 1953 errichtet. Es steht in der Töpferstraße gegenüber dem ehemaligen Hotel „Jägerhof“, wo sich heute die Touristeninformation („Schorfheide-Info“) befindet.
Naturdenkmale

Siehe Liste der Naturdenkmale in Joachimsthal
Tourismus

Joachimsthal liegt an der Märkischen Eiszeitstraße. In der Seerandstraße, am Rande von Joachimsthal, direkt am Werbellinsee, befindet sich eine Anlegestelle der Fahrgastschifffahrt. In der Angermünder Straße befindet sich das Feriendorf Grimnitzsee, eine Bungalowanlage für Feriengäste und Dauerbewohner.

## Wirtschaft und Infrastruktur
Während es bis Ende der 1990er Jahre noch einige Industriebetriebe gab (Sägewerk, Tonverarbeitung), ist jetzt neben der Landwirtschaft zunehmend der Tourismus nennenswert.
 Verkehr

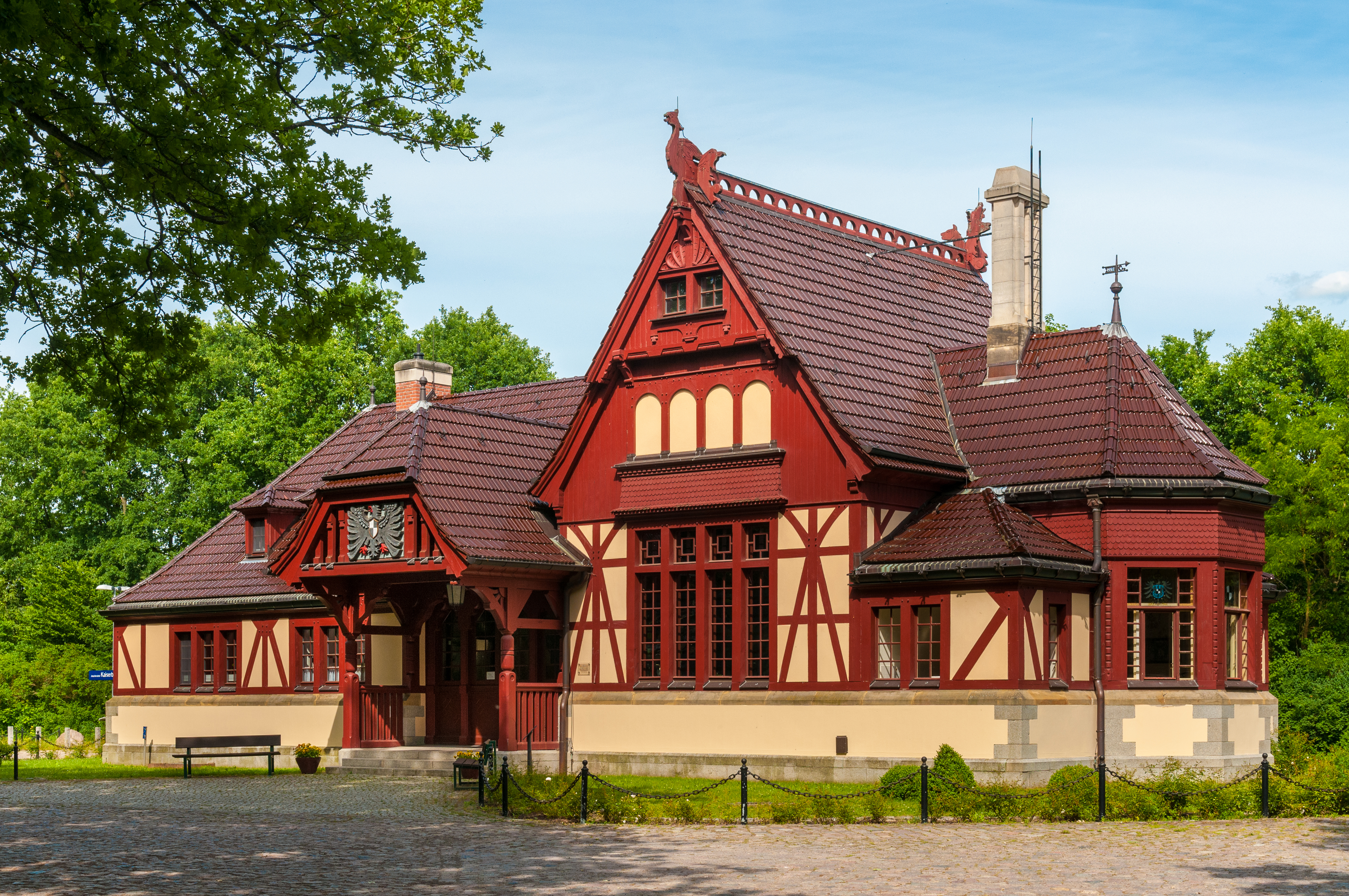
„Kaiserbahnhof“

Mit der Eisenbahn ist die Stadt über die von der NEB annähernd im Stundentakt betriebene Regionalbahnlinie RB 63 Eberswalde–Joachimsthal (Bahnstrecke Britz–Fürstenberg) mit Halten am Bedarfshalt Joachimsthal Kaiserbahnhof und am Bahnhof Joachimsthal erreichbar. Auf dem Streckenabschnitt zwischen Joachimsthal und Templin wurde im Dezember 2006 der Personenverkehr eingestellt, im Dezember 2018 wieder aufgenommen, dann aber zum Fahrplanwechsel Dezember 2022 erneut eingestellt.
Der öffentliche Personennahverkehr wird unter anderem durch den PlusBus des Verkehrsverbund Berlin-Brandenburg erbracht. Folgende Verbindung führt, betrieben von der Uckermärkische Verkehrsgesellschaft, ab Joachimsthal:
- Linie 515: Joachimsthal ↔ Friedrichswalde ↔ Ringenwalde ↔ Milmersdorf ↔ Templin

Joachimsthal liegt an den Landesstraßen L 23 von Templin nach Eberswalde und L 220, die als westliche Uferstraße des Werbellinsees verläuft. Die nächstgelegene Autobahnanschlussstelle ist Joachimsthal an der A 11 zwischen Berlin und Stettin.
Der Radfernweg Berlin–Usedom führt durch Joachimsthal und die Region.

## Persönlichkeiten

### Ehrenbürger
- 1951: Syo Kornelius Thoden van Velzen (1870–1957), Arzt in Joachimsthal, verhinderte in den letzten Kriegstagen 1945 die Zerstörung der Stadt, indem er mit einer weißen Fahne der anrückenden Roten Armee entgegenging
- 2004: Ralf-Dietrich Böhlke (* 1943), unterstützte den Rückerwerb und die weitere Gestaltung des Kaiserbahnhofs. Er wirkte bei zahlreichen Rekonstruktionen mit (Schinkelleuchter in der Schinkelkirche, Amtsuhr im Rathausl). Durch seine Mitwirkung entstand der Brunnen auf dem Joachimsplatz. Als „Orgelböhli“ ist er als Repräsentant für die Stadt Joachimsthal unterwegs.[19]

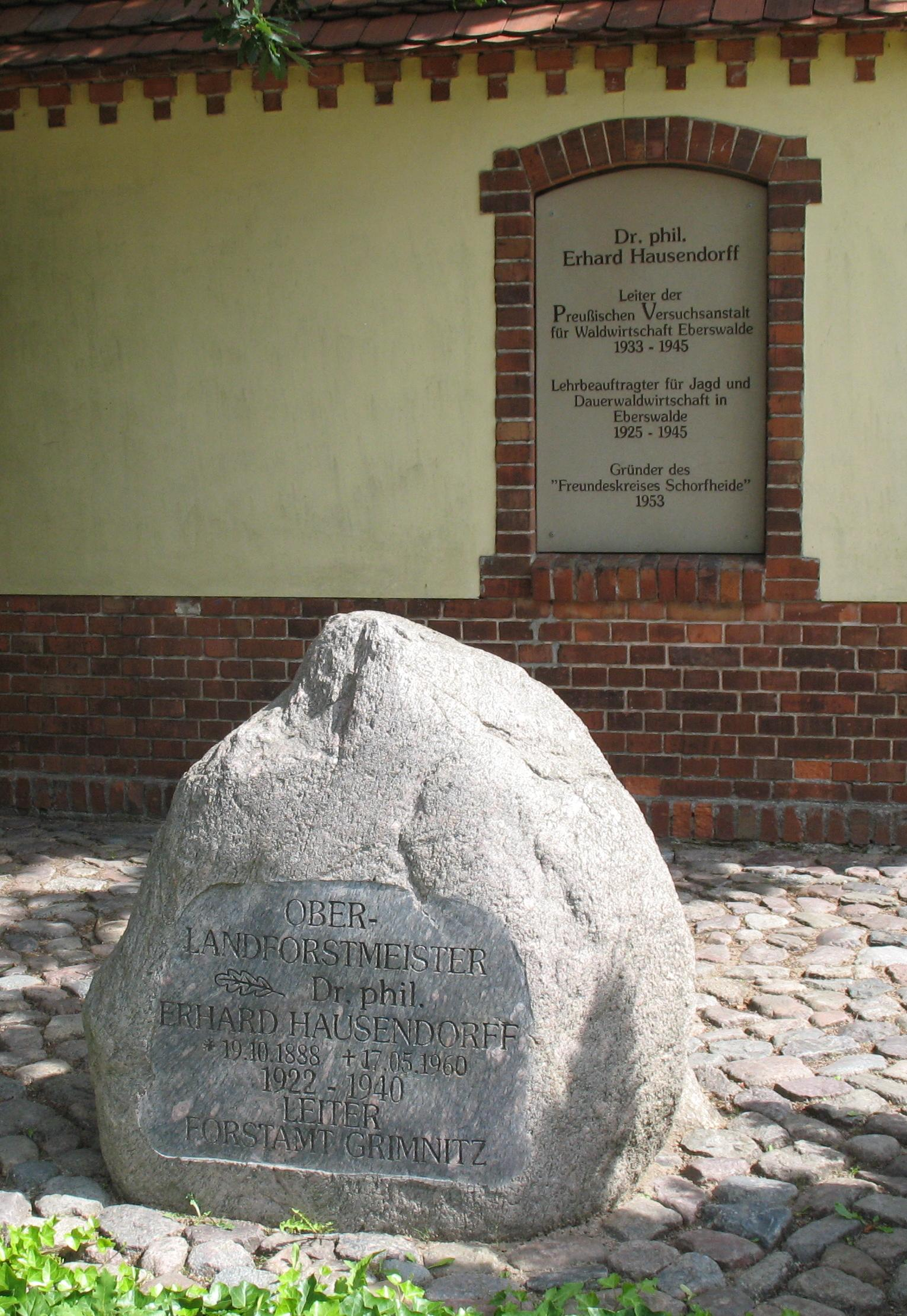
Hausendorff-Gedenkstein

### Söhne und Töchter der Stadt
- Johannes Magirus (1615–1697), Mediziner, Mathematiker und Hochschullehrer
- Johann von Martitz (1624–1695), kurfürstlich-brandenburgischer Rat und Begründer des Jerusalemstiftes in Berlin
- Franz Ernst Neumann (1798–1895), Physiker
- Elisabeth Schnack (1899–1992), Übersetzerin und Schriftstellerin
- Heinz Scharlipp (1916–1974), Architekt und Bauingenieur
- Walter Krumbach (1917–1985), Autor von Kinderbüchern und -liedern (u. a. das Sandmann-Lied), Puppenspielen und Comics
- Wolfgang F. Henschel (1943–2023), Regisseur und Drehbuchautor

### Mit Joachimsthal verbundene Persönlichkeiten
- Friedrich Brunold (1811–1894), märkischer Dichter, lebte von 1834 bis zu seinem Tod in Joachimsthal
- Erhard Hausendorff (1888–1960), Forstwissenschaftler, Leiter des Forstamtes Grimnitz
- Hans-Jürgen Fischbeck (* 1938), Bürgerrechtler, lebte in der Kommunität Grimnitz e. V. in Joachimsthal
- Holger Barthel (1960–2016), Künstler, lebte von 2002 bis zu seinem Tod im Stationsgebäude neben dem Kaiserbahnhof[20]
- Frank-Wolf Matthies (* 1951), lebt seit 1994 in Joachimsthal